# حملة المهدية (1087)
حملة المهدية هي حملة عسكرية شنتها كل من جمهوريات بيزا وجنوة عام 1087 ضد المهدية عاصمة الدولة الزيرية ، ويعود سبب الحملة إلى قيام تميم بن المعز بشن الغارات البحرية على السفن التجارية الإيطالية وهو ما كان يراه جهادا ضدهم ويرونه قرصنة بحرية على تجارتهم عبر البحر المتوسط وهو الأمر الذي دفعهم إلى توجيه رد عسكري موحد ضد تلك الغارات ومهاجمة المهدية عاصمة الدولة الزيرية، وقد استطاعت الحملة الاستيلاء على المهدية ونهبها قبل أن يتصالح معهم تميم مقابل دفع 100 ألف دينار.

## الخلفية
مع انحصار الحكم الباديسي في الساحل، ازدادت الغزوات الزيرية على البحر، ما هدد النشاط البحري الأوروبي في الحوض الغربي من البحر الأبيض المتوسط، ما أدى إلى التمهيد لحملة صليبية ضد المهدية، للقضاء على "جحر القراصنة" و إطلاق سراح أسرى المسيحيين و فرض احترام الإتفاقيات التي كان تميم بن المعز يخرقها و إنهاء معاملة التجار السيئة، فطلبت جمهورية بيزا من جمهورية جنوة التحالف لمحاربة آل باديس و التمس الحلف دعم الملاحة الإيطاليين، و حظي الحلف بدعم البابا فيكتور الثالث, و لم يشارك النورمان الذي كانوا في هدنة مع تميم في هذه المؤامرة.

## الحملة
تم تعيين بنديكتوس أسقف مودينا على قيادة الحملة، و تطوعت مجموعة من سكان أمالفي بقيادة بنتاليون و مجموعة من أهل روما بقيادة بياترو، حسب المصادر العربية تشكل الجيش النصراني من 30 ألف رجل يحتسب من بينهم مجذفو القوارب، تجمع الأسطول المسيحي المكون من 300 سفينة على الأقل (أو 400 سفينة) في قوصرة يوم 27 ربيع الثاني 480هـ / 1 أوت 1087 و في مثل هذا اليوم حصل كسوف الشمس في المهدية.
أرسل أهل قوصرة يعلمون تميم بوصول الحملة باستخدام طائر، فأراد تميم أن يرسل أمير البحر عثمان بن سعيد المعروف بالمُهْر ليوقفهم من لنزول، فمنعه أحد قاداته و اسمه عبد الله بن منكوت من ذلك لعداوة بينه و بين المهر، أدى ذلك إلى إستيلاء المغيرين على المهدية و زويلة و نهبهما و حرقهما تماما و قتل أهلها و أخذ كل ما فيها و لم يتعرضوا لأي مقاومة جدية، حيث كان الجيش الزيري مشغولا بأعداء تميم داخل إفريقية. تحصن تميم في قصر المهديّ و رغم حصانة المكان إلا أنه اضطر في النهاية أن يقبل شروط المغيرين القاسية، فدفع 100 ألف دينار، بعضها نقد و بعضها في شكل أواني ذهبية و فضية، قيل أنه تحصل على إطلاق سراح المسلمين الأسرى, و قيل أنه لم يحصل.

## العواقب
استشهد المؤرخ الرسمي للدولة الزيرية أبو الصلت بمشيئة الله عز و جل و أحوال الفلك و مشاكل القادة و أضاف إلى ذلك: «غيبة عسكر السلطان عن المهديّة، ومفاجأة الروم دون استعداد لهم وأخذ أهبة للقائهم، وخلوّ كافّة الناس من الأسلحة والعُدَد، وقِصَر الأسوار وتهديمها، وتكذيب تميم مع ذلك بما يرد عليه من أخبار النّصارى.».
عاد النصارى مزودين بالذهب والفضة والأقمشة الثمينة والسروج البرونزية، بالإضافة لإمتيازات عالية للتجار من بيزا و جنوة. بعد هذا الإنتصار بقليل بنى أهل بيزا كتدرائيتهم و استخدموا ذخائر منقولة من المهدية، أشاد المسيحيون بهذا النصر في أبيات شعرية لاتينية على لسان غيدو, و رثا المسلمون هزيمتهم على لسان أبي الحسن بن محمد بن الحدّاد:
أنَّى يُلِمُّ الخَيَالُ أو يَقِفُ *** وبَيْن أجفَانِنا ثَوَى الدَّنَفُ
غَزَا حِمَانَا العدوُّ في عَدَدٍ *** هُمَا الدُّمَا كثرةٌ أو اللَّعفُ
عِشْرونَ ألفًا ونصفُها ائتَلَفُوا *** من كلّ أوْبِِ وَلَيْتَ مَا ائتَلَفُوا
جاؤُوا على غِرَّةِ إلى نَفَرٍ *** قد جَهِلُوا في الحُروبِ ما عَرَفُوا